# BE 31 und 32
Die BE 31 und 32 waren Güterzugtenderlokomotiven, die von der Lokomotiv- und Waggonbaufabrik Krupp für die Bentheimer Eisenbahn entwickelt wurden.
Die Lokomotiven waren die ersten an Privateisenbahnen gelieferten fabrikneuen Dampflokomotiven nach dem Zweiten Weltkrieg. Sie sind im Zusammenhang mit der Beschaffung von Neubaulokomotiven für die Deutsche Bundesbahn entstanden und hatte nur eine relativ kurze Lebensdauer von etwa 15 Jahren. Sie wurde 1963 ausgemustert und verschrottet.

## Entwicklung
Die Bentheimer Eisenbahn benötigte nach 1949 stärkere Lokomotiven als die bisher eingesetzten ELNA-Lokomotiven. Auf den Erfahrungen mit diesen Lokomotiven und der BE 41 entwickelte Krupp eine Typenreihe, die speziell für den Dienst auf Privatbahnen zugeschnitten war.
Die Schwerpunkte waren die Senkung der Kosten der Oberbauunterhaltung durch verbesserte Laufeigenschaften, der verbesserte Austausch von Ersatzteilen zwischen den einzelnen Typen und die gegenüber den ELNA-Lokomotiven erheblich gesteigerte Zugkraft.
Die BE bestellte aus diesem Programm zwei Lokomotiven mit der Achsfolge 1' D 1', die 1950 geliefert wurden und als BE 31 und 32 bezeichnet wurden. Es waren die einzigen Lokomotiven dieser Reihe und die letzten von der BE beschafften Dampflokomotiven.

## Technik
Die Krupp-Lokomotiven wurden nach der modernsten Dampflok-Technik der damaligen Zeit gebaut. Die guten Laufeigenschaften, die bis zur Höchstgeschwindigkeit in beiden Fahrtrichtungen vorhanden waren, wurden durch je ein Krauss-Helmholtz-Lenkgestell zwischen beiden Laufachsen und der jeweils benachbarten Treibachse erzielt.
Der leistungsfähige Kessel war geschweißt bis auf die Verbindungsnaht zum Stehkessel und die Verbindungen mit Dampf- und Speisedom, die in üblicher Weise genietet waren. Der Kessel hatte einen Schmidt-Großrohr-Überhitzer, ein Pop-Sicherheitsventil, eine Feuertür der Bauart Marcotti, einen Spindelkipprost, ein handbetätigtes Abschlammventil, zwei sichtbare Wasserstandsanzeigen für den Heizer sowie den Lokführer, einen Injektor der Bauart Krupp und einen Mischvorwärmer der Bauart Krupp mit Speisepumpe.
Sie hatten je ein besonders großen Scheinwerfer an der Rauchkammertür und am Lokende mit 100 W Leistung, die Lichtintensität konnte vom Heizer durch eine Blende geregelt werden.

## Einsatz
Die Lokomotiven haben die Erwartungen der Bentheimer Eisenbahn vollauf erfüllt. Das Leistungsprogramm zeigte die Beförderung von Zügen mit einer Last von 1.600 t in der Ebene mit einer Geschwindigkeit von 40 km/h. Bei ungünstigsten Reibungsverhältnissen wurde probeweise ein Zug mit einer Last von 1.200 t auf einer Neigung von 10 ‰ problemlos angefahren.
Die Krupp-Lokomotiven erhielten ein fest zugeteiltes Stammpersonal. Bei Ausfall eines Lokführers übernahm ein gut ausgebildete Heizer mit Lokführerausbildung die Vertretung. Als die Öltransporte bei der BE Anfang der 1960er Jahre zu Ende gingen, konnte für die Lokomotiven keine Käufer gefunden werden. So wurden sie 1963 verschrottet.